# SNOW BLIND
「SNOW BLIND（スノー・ブラインド）」は、日本の歌手グループ、野猿の3枚目のシングル。1998年12月16日発売。

## 解説
- フジテレビ系列『とんねるずのみなさんのおかげでした』エンディングテーマ。野村證券CMソング。
- PVは、台湾とエイベックス本社ビル屋上で撮影された。本来台湾で全編撮影する予定だったが、台風による悪天候でラストシーンを含む一部が撮影不可能となり、代理としてエイベックス本社ビル屋上が選ばれた。
- このシングルより、これまでボーカルチームだった成井一浩がダンサーチームへ移動となった。ただしリリース時に開催された野猿ドラフトではヴォーカルチームとして紹介されており、またカップリングの「CHASER」では成井も歌っているので、正式に降格したのはこれより後である。なお、「CHASER」は星野教昭も参加しており6人ヴォーカルとなっている。

## 収録曲
1. SNOW BLIND
作詞：秋元康、作曲：後藤次利、編曲：後藤次利･田原音彦
1枚目のアルバム『STAFF ROLL」、ベスト・アルバム『撤収』に収録されている。
2. CHASER
作詞：秋元康、作曲：後藤次利、編曲：後藤次利･田原音彦
3. SNOW BLIND -original karaoke-
4. CHASER -original karaoke-